# Wi-Fi Alliance
Wi-Fi Alliance je obchodní sdružení, které určuje, zda Wi-Fi technologie a certifikované Wi-Fi produkty odpovídají určité normě. Ne všechna zařízení, které jsou „IEEE 802.11 kompatibilní“, jsou odeslána k certifikaci do Wi-Fi Alliance – někdy kvůli ceně svázané s certifikačním procesem. Nepřítomnost Wi-Fi loga nemusí nutně znamenat, že zařízení není kompatibilní s Wi-Fi zařízeními.
Wi-Fi Alliance vlastní ochrannou známku Wi-Fi. Výrobci by měli používat tuto ochrannou známku jen pro označení certifikovaných produktů, tj. těch které byly Wi-Fi Aliancí otestovány.

## Historie
První 802.11 produkty podléhaly interoperačním problémům, protože Institute of Electrical and Electronics Engineers (IEEE) neměl žádné ustanovení, jak testovat, zda zařízení vyhovuje jeho standardům. V roce 1999, průkopníci nové, rychlejší varianty, schválili specifikaci IEEE 802.11b a utvořili Wireless Ethernet Compatibility Alliance (WECA) a označkovala novou technologii Wi-Fi.
Skupina obsahuje společnosti 3Com, Aironet (získalo Cisco), Harris Semiconductor (nyní Intersil), Lucent (nyní Alcatel-Lucent), Nokia, Symbol Technologies (nyní Motorola).
Klíčoví sponzoři aliance jsou Apple Inc., Comcast, Samsung, Sony, LG, Intel, Dell, Broadcom, Cisco, Qualcomm, Motorola, Microsoft, Texas Instruments, T-Mobile
Úkoly pro tyto nezávislé organizace obsahovaly testování, certifikování interoperability produktů a podpora technologie.
WECA přejmenovala sama sebe na Wi-Fi Alliance v roce 2002. Byla založena v Austinu v Texasu.
Většina výrobců zařízení 802.11 se poté stalo členy a v roce 2012 čítala Wi-Fi Alliance přes 550 členů. Wi-Fi Alliance rozšířila Wi-Fi mimo lokální bezdrátovou síť do point-to-point a WLAN sítí. To umožňovalo použití specifických aplikací, jako například Miracast.

## Wi-Fi certifikace
Wi-Fi Alliance vlastní a kontroluje "Wi-Fi Certified" logo a registrovanou značku, která je udělována pouze takovým zařízením, které prošly testováním. Kupující, spoléhající se na tuto značku má větší šance, že zařízení bude 
spolupracovat. Testování je přísné, protože standardy nevyžadují pouze kompatibilitu vysílání a formátu ale, ale také bezpečnostní protokoly a možné testování kvality služby a protokoly úspory energie. Zaměření na zkušenosti 
uživatelů změnilo celkový přístup certifikačního programu Wi-Fi Alliance. Produkty označené jako "Wi-Fi Certified" by měly ukázat, že umějí dobře pracovat v sítích s ostatními "Wi-Fi Certified" produkty, dále podporují běh běžných aplikací a pracovat v běžných denních situacích. Tento pragmatický přístup vychází ze tří principů, kolem kterých se certifikace točí:
- Interoperabilita is primárním cílem certifikace. Používají se přísné testovací případy pro zajištění toho, že produkty od různých výrobců mohou spolupracovat v celé řadě různých konfigurací.

- Je nutná přítomnost zpětné kompatibility pro práci nových zařízení s již existujícími. Zpětná kompatibilita chrání investice v zájmu zachování Wi-Fi produktů a umožňuje uživatelům postupně vylepšovat a rozšiřovat jejich sítě.

- Inovace je podporování skrze zakládání nových certifikačních programů a posledních technologií a specifikací přicházejících na trh. Tyto certifikační programy mohou být povinné (například WPA2) nebo jen volitelné (například WMM). Rozšíření dodavatelů zařízení a vynalézavost je zachována v oblastech, které nepodléhají certifikačnímu testování.

Definice Wi-Fi Alliance o interoperabilitě přesahuje schopnost pracovat v síti Wi-Fi. K získání certifikace pod specifickým programem musí produkty ukázat vyhovující úrovně výkonu v typické konfigurace sítě a musí podporovat zavedené a vznikající aplikace. Uživatel, který si zakoupí laptop s aktivovanou Wi-Fi, by například neměl být spokojen, pokud by laptop navázal spojení s domácí sítí, pouze použitím vytáčeného spojení. Stejně tak by uživatelé, používající mobilní telefon s povolenou Wi-Fi, neměli být spokojení, pokud by nemohl být uskutečněn 
hlasový hovor, nebo by byl zrušen. Certifikační proces Wi-Fi Alliance zahrnuje tři typy testování pro zajištění interoperability. "Wi-Fi Certified" produkty jsou testovány na:
- Kompatibilitu: certifikované zařízení bylo testováno na spojitelnost s dalším certifikovaným zařízením. Testování kompatibility vždy bylo, a stále je převládající vlastnost testování, a je to vlastnost, kterou mnoho lidí spojuje právě s interoperabilitou. Zahrnuje testování s více zařízeními z různých částí trhu. Testování kompatibility je programová komponenta, která zaručuje, že "Wi-Fi Certified" produkty zakoupené dne, budou pracovat se stejně certifikovanými, již vlastněnými, či v budoucnosti zakoupenými produkty.

- Přizpůsobivost: zařízení je přizpůsobitelné specifickým vlastnostem standardu IEEE 802.11. Testování přizpůsobitelnosti obvykle zahrnuje samostatnou analýzu jednotlivých produktů a určuje, zda zařízení odpovídá na vstupy, jak je očekáváno a specifikováno. Toto testování je například používáno k ujištění, zda Wi-Fi zařízení chrání samo sebe a síť, pokud je detekován síťový útok.

- Výkon: zařízení splňuje úrovně výkonu, potřebné k dosažení očekávání uživatele při podpoře klíčových aplikací. Testování výkonu nejsou navržena k tomu, aby měřila a porovnávala výkon napříč produkty, ale jednoduše, aby ověřila, zda produkty splňují minimální výkonové požadavky pro spokojenost uživatelů, jak zadala Wi-Fi Alliance. Konkrétní výsledky testů výkonu nejsou Wi-Fi aliancí vydávány.

## Certifikační typy
Wi-Fi Alliance provádí certifikační testování ve dvou úrovních:

### Povinná úroveň
- Jádro MAC/PHY interoperability v 802.11a, 802.11b, 802.11g a 802.11n (alespoň jedna)

- Wi-Fi Protected Access 2 (WPA2) ochrana, kterou řeší IEEE 802.11i. WPA2 je dostupná ve dvou typech: WPA2-Personal pro uživatelské použití a WPA2 Enterprise, které přidává autentifikaci pomocí EAP.

### Volitelná úroveň
- Testy odpovídající IEEE 802.11h a 8022.11d
- WMM Quality of Service, založené na podskupině IEEE 802.11e
- WMM Power Save, založené na APSD v IEEE 802.11e
- Wi-Fi Protected Setup, specifikace vyvinutá aliancí ke zjednodušení procesu nastavení a povolení bezpečnostní ochrany v malých kancelářských a domácích Wi-Fi sítích
- Application Specific Device(ASD), pro bezdrátová zařízení, jiná, než Access Point a Station, která mají specifickou aplikaci, jako DVD přehrávače, projektory, tiskárny, atd.
- Converged Wireless Group–Radio Frequency (CWG-RF, nabízené společně s CTA), k zajištění mapování výkonu ve Wi-Fi a mobilních rádiích

## Wi-Fi Direct
V říjnu roku 2010 začala aliance certifikovat Wi-Fi Direct, které umožňuje zařízením s povolenou Wi-Fi přímou komunikaci mezi sebou, netřeba skrz Access Point nebo Hotspot. Od roku 2009, kdy bylo Wi-Fi Direct ohlášeno, očekávali někteří, že by mohlo nahradit Bluetooth v aplikacích, které nespoléhají na nízkou spotřebu (Bluetooth Low Energy).